# Ugra-Karma
Ugra-Karma — второй студийный альбом финской блэк-метал-группы Impaled Nazarene, выпущенный 1 декабря 1993 года на лейбле Osmose Productions. В 1998 году альбом был переиздан с двумя бонус-треками (EP Satanic Masowhore).

## Отзывы критиков
Рецензент Metal Storm назвал альбом одним из лучших, вышедших в первой половине 90-х годов в Скандинавии.

## Список композиций
| №   | Название                             | Длительность |
| --- | ------------------------------------ | ------------ |
| 1.  | «Goatzied»                           | 1:18         |
| 2.  | «The Horny and the Horned»           | 3:33         |
| 3.  | «Sadhu Satana»                       | 2:32         |
| 4.  | «Chaosgoat Law»                      | 1:50         |
| 5.  | «Hate»                               | 6:00         |
| 6.  | «Gott ist tot (Antichrist War Mix)»  | 2:58         |
| 7.  | «Coraxo»                             | 0:17         |
| 8.  | «Soul Rape»                          | 3:57         |
| 9.  | «Kali Yuga»                          | 4:21         |
| 10. | «Cyberchrist»                        | 5:39         |
| 11. | «False Jéhova»                       | 2:16         |
| 12. | «Sadistic 666/Under a Golden Shower» | 4:19         |

| №   | Название                                                               | Длительность |
| --- | ---------------------------------------------------------------------- | ------------ |
| 13. | «Satanic Masowhore»                                                    | 2:04         |
| 14. | «Conned Thru Life (Diabolical Penis Mix)» (кавер Extreme Noise Terror) | 1:13         |

## Участники записи
- Мика Луттинен — вокал
- Киммо Луттинен — ударные, гитара
- Танели Ярва — бас
- Ярно Анттила — гитара